# Johanna Martzy
Johanna Martzy (Timișoara, 26 ottobre 1924 – Glarona, 13 agosto 1979) è stata una violinista ungherese.

## Biografia
Johanna Martzy, nata in Transilvania nel 1924, ha studiato violino con Josef Brandeisz (1896-1978) a Timișoara prima di entrare, all'età di 10 anni, nella classe di Jenő Hubay a Budapest. Ha registrato per lo più negli anni cinquanta: ricordiamo i concerti per violino di Johann Sebastian Bach e Wolfgang Amadeus Mozart con Eugen Jochum, e il concerto di Antonín Dvořák con Ferenc Fricsay.
Nel 1947 vinse il 2º Premio (1º Premio non assegnato) al Concorso internazionale di Ginevra. Firmò poi un contratto con la Deutsche Grammophon, con cui fece alcune registrazioni tra il 1951 e il 1953 Nel 1954 passò alla EMI, con cui registrò le Sonate e Partite di per violino solo di Bach e i Concerti di Johannes Brahms e Felix Mendelssohn con Paul Kletzki. Ha anche registrato con Wolfgang Sawallisch e André Cluytens, ma le registrazioni rimasero a lungo inedite. Il non facile rapporto con Walter Legge la spinse a lasciare l'etichetta discografica EMI dopo un paio d'anni. L'abbandono della EMI segnò la fine della sua carriera discografica, probabilmente perché in quel periodo iniziavano ad affacciarsi in Occidente grandi talenti russi come David Oistrakh e Leonid Kogan che rubavano inesorabilmente spazio agli altri interpreti. Continuò tuttavia a suonare ad alto livello per tutti gli anni sessanta, (come testimoniano le registrazioni dal vivo recentemente edite dalle etichette Archipel e Testament), con una discreta attività concertistica.
Fa scalpore nel 1959, il rifiuto della Filarmonica Ceca di suonare con lei al Festival di Edimburgo. I musicisti la accusavano di aver appoggiato il regime di Miklós Horthy, ma si scoprì presto che durante la dittatura fascista del 1944-1945 era stata internata in Austria. Probabilmente si trattò di un atto politico, visto che l'artista era nota per le sue posizioni anticomuniste.
Tra il 1969 e i primi anni settanta ha suonato anche in trio da camera con István Hajdu e Paul Szabo. Ha registrato da sola o con il pianista Leon Pommers opere di Beethoven, Stravinsky, Bartok, Karol Szymanowski.
Negli anni settanta le sue apparizioni si fanno sempre più rare. L'ultimo concerto è del 1976. Morì di cancro nel 1979.
Nel 1960 ha sposato Daniel Tschudi, un editore e collezionista svizzero.

### Registrazioni
È ricordata soprattutto per la sua interpretazione delle Sonate e Partite per violino solo (BWV 1001-1006) di Johann Sebastian Bach. Prima donna a registrarle integralmente, ricevette una ottima accoglienza dalla critica e la sua incisione è ancora oggi considerata di assoluto riferimento. Registrate tra il 1954 e il 1955, le sue Sonate sono state per molti anni quasi introvabili e oggetto di collezione perché l'artista non voleva che i suoi dischi fossero ristampati in collane economiche.. Oggi sono disponibili su etichetta EMI e Testament.

### Gli strumenti
In tutte le sue registrazioni Johanna Martzy ha utilizzato un violino di Carlo Bergonzi, il Salabue del 1733. Ha inoltre posseduto lo Stradivari Hubermann-Kreisler del 1733 e un Pietro Guarneri (da Venezia) del 1747 appartenuto a Carl Flesch.

## Discografia parziale
- Mozart: Violin Concertos - Johanna Martzy/Radio-Sinfonieorchester Stuttgart des SWR/Hans Müller-Kray, SWR
- Ravel, Milhaud, de Falla, Szymanowski: Pièces pour violon et piano (Mono Version) - EP - Johanna Martzy/Jean Antonietti, 1957 BNF Collection
- Schubert: Sonatas for Violin and Piano - Johanna Martzy/Jean Antonietti, Global Village
- Johanna Martzy Plays Mendelssohn & Brahms, SWR